# Mr. Roboto
Mr. Roboto è il primo singolo estratto dal concept album/rock opera Kilroy Was Here pubblicato dal gruppo musicale statunitense Styx nel febbraio del 1983. Il brano riuscì a raggiungere la posizione numero 3 nella Billboard Hot 100 negli Stati Uniti. Diventò inoltre il terzo e ultimo singolo del gruppo, dopo Babe e The Best of Times, capace di arrivare al primo posto delle classifiche in Canada. Ha invece ottenuto un successo di gran lunga minore nel Regno Unito, fermandosi solo alla posizione numero 90 della Official Singles Chart.

## Il brano
Il ritornello della canzone è completamente in giapponese ad eccezione della parola Mr. Roboto (in giapponese misutā Robotto), qui sotto il ritornello integrale:
どうもありがとうミスターロボット  (dōmo arigatō misutā Robotto)
また会う日まで  (mata au hi made)
どうもありがとうミスターロボット (dōmo arigatō misutā Robotto)
秘密を知りたい (himitsu wo shiritai).
La canzone introduce una parte della storia di Robert Orin Charles Kilroy (ROCK), protagonista nella rock opera Kilroy Was Here.
Kilroy (interpretato dal tastierista Dennis DeYoung), un performer rock rinchiuso in una prigione futuristica per "disadattati rock and roll" da un gruppo anti-rock and roll chiamato the Majority for Musical Morality (MMM) e dal suo fondatore Dr. Everett Righteous (interpretato dal chitarrista James Young). The Roboto è un particolare modello di robot che svolgeva vari lavori nella prigione. Kilroy scappa dalla prigione nascondendosi all'interno di uno di questi robot. Quando Jonathan Chance incontra Kilroy alla fine della canzone, Kilroy si toglie la maschera e urla "I'm Kilroy! Kilroy!"
Musicalmente, il brano si caratterizza per il suo forte uso di sintetizzatori ed effetti elettronici. Le voci dei robot sono state create attraverso l'utilizzo di un vocoder.
Stan Winston, noto per il suo lavoro in Jurassic Park, disegnò il costume e la maschera di Roboto così come appaiono nella copertina di Kilroy Was Here. La traccia divenne il primo singolo dell'album, scelta all'ultimo momento al posto di Don't Let It End su richiesta della A&M Records. Molti fan rimasero spiazzati dal nuovo sound sperimentale del gruppo, alcuni addirittura arrivarono a etichettare questo brano come il salto dello squalo degli Styx.

## Video musicale
Il videoclip del brano, diretto da Brian Gibson, vede Jonathan Chance (interpretato dal chitarrista Tommy Shaw) camminare in un museo del rock dove incontra Kilroy sotto forma di Roboto, quando compaiono altri cinque robot che si muovono e danzano; poco dopo i robot si trasformano nei membri degli Styx. Il video alterna anche alcune scene del cortometraggio Kilroy Was Here e  mostra per la prima volta il cantante Dennis DeYoung senza i suoi caratteristici baffi.

## Classifiche
| Classifica (1983)             | Posizione massima |
| ----------------------------- | ----------------- |
| Australia                     | 40                |
| Austria                       | 16                |
| Canada                        | 1                 |
| Germania                      | 8                 |
| Giappone                      | 29                |
| Giappone (international)      | 1                 |
| Regno Unito                   | 90                |
| Stati Uniti                   | 3                 |
| Stati Uniti (mainstream rock) | 3                 |
| Svizzera                      | 4                 |

## Cover
Il gruppo giapponese Polysics ne ha eseguito una cover nel loro album Lo-Bits, chiamata però Mr. Robot Polysics.
Nel 1999 il gruppo tedesco Maschinenmensch ne ha creato una versione dance chiamata Domo Origato Mr. Roboter.

## Utilizzo nei media
Film e telefilm
- Nella serie televisiva My Name Is Earl la canzone si sente alla fine dell'episodio cinque della seconda stagione.
- Nella serie televisiva Chuck nell'ultimo episodio della seconda stagione ne vengono eseguite due versioni, una originale e una cover dei Jeffster.
- Nella serie televisiva How I Met Your Mother, nella scena finale dell'episodio nove della prima stagione.
- Nella serie animata The Simpson durante l'episodio Squadra Homer nella versione inglese per incitare otto i componenti della squadra dicono:" Apu: "Make this spare, I give you free gelato!" Moe: "Then back to my place where I will get you blotto!" Homer: "Domo Arigato, Mr. Roboto!".
- Nella serie Glee la canzone è esibita dalle Gole Esplosive e dal loro leader Jean-Baptiste in una mash-up insieme alla hit Counting Stars dei OneRepublic
- Nella serie televisiva Due uomini e mezzo, nella dodicesima stagione.
- Nella serie televisiva Mr. Robot viene utilizzata come brano introduttivo nell'ultimo episodio.

Altri
- La canzone è presente nel videogioco simulatore di strumenti Band Hero.